# Oligaeschra inconspicua
Oligaeschra inconspicua är en fjärilsart som beskrevs av Sergius G. Kiriakoff 1963. Oligaeschra inconspicua ingår i släktet Oligaeschra och familjen tandspinnare. Inga underarter finns listade i Catalogue of Life.